# アジアクロスロード
『アジアクロスロード』とは、2007年1月4日から2011年3月31日までNHK衛星第1テレビジョン (NHK BS1) で放送されたアジアのニュース・情報番組である。

## 放送日時
第1期（2007年1月4日 - 2010年3月26日）
平日 16:40 - 17:57
- 途中17:00 - 17:15は「NHK BSニュース」を内包、祝日・お盆期間前後・年末年始および五輪中継放送期間 は放送休止する。
- 2006年12月28日まで放送された「ワールドニュースアワー」内の「ワールドニュースアワー・アジア」（平日17時台）を大幅に発展・拡大して開始された。なお、「ワールドニュース・アジア」は翌日の朝4時台に移転したが、実質新番組扱いで、全体進行役の出演者もいなくなった。

第2期（2010年3月29日 - 2011年3月31日）
平日 17:00 - 17:49
- 従来16時台に放送したアジア3か国のニュースコーナーが「ワールドニュースアワー・アジア」（平日15:00 - 15:15）として再分離されたことと、「NHK BSニュース」の放送時間帯移動に伴い、放送時間が変更となった。夏期等の休止扱いは従来通りである。
- また、広州アジア競技大会の競技中継が夕方から夜間に集中することから、当該期間は放送を休止した。

## 主な内容
16時台（第1期のみ）
- 韓国・KBS『ニュース12』（日本時間正午放送）
- カタール・アルジャジーラ『World news from Al Jazeera's Kuala Lumpur news centre』（日本時間午後1時放送）
- 香港・フェニックステレビ『PHOENIX AFTERNOON EXPRESS』（日本時間午後1時放送）

KBSとアルジャジーラのニュースの際、画面下部に番組のホームページURLとメールアドレス、FAX番号が表示された。
17時台（第1期）及び第2期
| 曜日                    | コーナー名                      | 摘要 |
| ----------------------- | ------------------------------- | --- |
| 月曜日                  | アジア街角リポート              | NHKのアジア総支局の記者による、アジア各国の話題のリポート。 |
| 火曜日                  | VJ突撃隊                        | 韓国・KBSで放送されている情報番組をダイジェスト版で放送。 |
| 第1水曜日               | カレンダーde旅アジア            | アジアの祭事や旅行者向けの情報を国ごとに取り上げ、カレンダー形式にまとめていく。 |
| 水曜日 （毎月1回）      | アジアの大使館めぐり            | 番組司会者がアジア各国の在日大使館を訪問。在日大使の職務や、各国と日本との様々なつながりについて取り上げる。 |
| 隔週水曜日 第4・5金曜日 | 海外テレビ局リポート            | 海外のテレビ局によるアジア各国の話題を放送。 |
| 隔週水曜日 第4・5金曜日 | ゲストトーク                    | 日本で活躍するアジア出身者やアジア各国で活躍する日本人のゲストに話を聞く。 |
| 木曜日                  | 時事弁論会                      | フェニックステレビの討論番組「時事弁論会」を放送。「ワールドニュースアワー」より引き続いての放送。「ワールドニュースアワー」時代は毎日放送していたが、この番組に変わってから週1回の放送となり、内容も中国の内政問題中心となった。 |
| 第1～3金曜日            | Asian in Japan ～亜州人在日本～ | アジア各国から日本にやってきて活躍している人を取材する。毎回若手お笑い芸人（イワイガワほか、2010年3月5日まではハマカーンも出演）がリポーターを務める。                                                                            |
| 月～木                  | アジアを読む                    | NHKの解説委員が、最新のアジアのニュースについて解説。 |
| 金曜日                  | すこやかオリエンタル[2]         | ヨガやベリーダンス・太極拳など、アジア各国で発祥した健康法・美容法を取り上げる。専任のインストラクターがVTR出演し、初心者向けに手ほどきする。                                                                                     |
| 金曜日                  | 手作りオリエンタル              | 上記「すこやかオリエンタル」と1テーマごとに交互放送。アジア各地の手工芸品をテーマとし、その歴史や作り方、使用法などを紹介する。                                                                                                   |
| 月～金                  | アジわいキッチン[3]             | 毎週一つの国を決めて、その国の料理を紹介する。なお基本的に金曜日はスイーツを紹介する。 |
| 月～金                  | アジア各国の ニュースと天気     | ニュースは前日（月曜日は前週金曜日）深夜放送の「ワールドニュースアワー」から抜粋。 - 上海テレビ、CCTV （中華人民共和国） - VTV （ベトナム） - CNA （シンガポール） - CH9 （タイ王国） - ABS-CBN （フィリピン）                    |

## 出演者
- 鈴木康子[4]：2007年1月4日 - 2008年3月28日
- 木島京子（ナレーター）：2007年1月4日 - 番組終了
- 岩渕梢[4]：2007年1月9日 - 2010年10月1日
- 小林恵子：2008年4月7日 - 2010年2月12日[5]
- 吉井歌奈子：2010年4月5日 - 番組終了 (隔週出演)
- 佐野仁美：2010年10月12日 - 番組終了 (隔週出演)

## ミャーと旅する・アジわいキッチン
ミャーと旅する・アジわいキッチンは、2009年3月30日に放送を開始した、先述の「アジわいキッチン」のコーナーを再構成したミニ番組である。EPG上は、単に「アジわいキッチン」表記とされる。三毛猫のキャラクター「ミャー」（声：宮島依里）が、海外赴任となった飼い主を探す旅の中で、アジア各地のさまざまな料理と出会い、その作り方を学んでいくという設定である。

### 放送時間
BS1
- 本放送
月曜日 - 金曜日 15:55 - 16:00
- 再放送（休止の場合あり）
火曜日 - 土曜日 4:55 - 5:00
月曜日 - 金曜日 9:55 - 10:00（前日分、月曜日は前週金曜日分）

デジタル教育テレビ・ワンセグ2
（BS1より1週遅れの内容）
- 本放送
月曜日 - 金曜日 12:25 - 12:30
- 再放送
火曜日 - 土曜日 0:05 - 0:10（前日深夜）

デジタル教育テレビ・第3チャンネル
日曜日 10:57 - 11:22（ワンセグ2での1週間分再放送）

## 備考
- この番組は通常1人司会の形式であるが、これまでに一度だけ2名のキャスター（岩渕・小林）が同時に出演し、共に司会進行を務めたことがある。この「2人司会」の形式がとられたのは2008年12月26日の年内最終放送日で、当日の内容は視聴者からのリクエストをもとに番組開始以来の名場面を振り返る総集編的なものであった。
- 番組開始当初は17:58までの放送だったが、2007年4月2日よりこの番組と「海洋情報」（17:58 - 18:00）の間に番組スポットが入ったため、1分短縮され17:57までとなった。また同時期頃から、エンディングでキャスターが「最後までご覧頂きありがとうございました。」とコメントするようになり、エンドクレジットの部分でカメラマンやフロアスタッフが、スタジオ上部のカメラに向かってお辞儀をするという演出が加えられた。スタッフらのお辞儀シーンは後に放映されなくなったが、キャスターによる番組最後の一礼は現在[いつ?]まで継続される。
- 2007年12月28日は「アジアクロスロード 年末スペシャル」と題し、放送時間を1時間拡大して19:00まで放送された。2009年の同日にも年末スペシャルが放送されたが、その際は放送時間が16:15 - 17:00及び17:15 - 17:57とされた。
- 2008年1月6日の15:05から1時間、NHK総合テレビで「クイズ・アジアクロスロード」[6] が放送された。
- この番組の放送時間帯に重なって内閣総理大臣など重要人物の記者会見中継が予定される場合には、番組構成が大きく変更されることがある。例として、2008年6月23日の放送は通常時の2部構成から3部構成へと変更され[7]、番組終了時刻も18:40に繰り下げとなった。一方、内閣改造の期日に当たった同年8月1日の放送はわずか10分間（16:50まで）で終了となり、「Asian in Japan」「アジわいキッチン」などのコーナーの放映はなかった。
- 2011年3月31日で発展終了[8]となり、翌日の4月1日から「ほっと@アジア」としてリニューアルした。吉井はこの新番組移行に伴い、これまでの隔週出演から毎日出演となって総合司会を担当する。新たに「アジアニュース」のコーナー進行として隔週で加わる小穴薫・駒村多恵と共に番組を進行していく。